# María Eugenia Dengo
María Eugenia Dengo Obregón (Heredia, 9 de septiembre de 1926-San José, 23 de julio de 2014) fue una pedagoga, política y humanista costarricense.

## Biografía
María Eugenia Dengo nació en Heredia, el 9 de septiembre de 1926, era hija del destacado educador costarricense Omar Dengo y de la educadora y exdiputada costarricense María Teresa Obregón.
Estudió Filosofía y Letras en la Universidad de Costa Rica y en la Universidad de Minnesota en Estados Unidos, posteriormente continuó en la Facultad de Educación de la Universidad de Costa Rica en la carrera de Administración Educativa.
Inició sus labores docentes en 1949, como profesora en el Colegio Superior de Señoritas; fue fundadora, directora y profesora del Liceo Laboratorio "Emma Gamboa". Desde 1950 ejerció como profesora de la Universidad de Costa Rica impartiendo cursos en la Escuela de Pedagogía, la Facultad de Estudios Generales y la Facultad de Educación, en 1974 fue nombrada Catedrática y en 1984 Profesora Emérita de la Universidad de Costa Rica. Fue Decana de la Facultad de Educación (1964-1972), Vicerrectora de Acción Social (1974-1976), e integrante del Consejo Universitario (1976-1978), siendo la Presidenta de esta instancia de 1977 a 1978. Formó parte del Consejo Superior de Educación (1968-1972) y fue Coordinadora Regional de la UNESCO para América Latina y el Caribe (1983 a 1985).
Durante el gobierno de Rodrigo Carazo Odio (1978-1982), Dengo se desempeñó como Ministra de Educación Pública. 

## Fallecimiento
Falleció en San José, el 23 de julio de 2014 a los 87 años de edad.

## Reconocimientos
En 1985 recibió la Condecoración "Andrés Bello", otorgada por el Ministerio de Educación de Venezuela, en 1987 el ICI y el Instituto Costarricense de Cultura Hispánica le entregaron el Premio "Fernández Ferraz", en el 2006 la Universidad de Costa Rica le concedió el Premio "Rodrigo Facio Brenes" y en el 2007 recibió el Premio Magón.
Fue declarada Benemérita de la Patria en el año 2022.

## Obras
Roberto Brenes Mesén, (libro publicado en 1974)
Educación costarricense,  (libro publicado en 1995)
Nuevos paradigmas para la educación, (libro publicado en 2002)
Omar Dengo: Escritos y Discursos, (libro publicado en 2007)
Tierra de maestros, (libro publicado en 2011)